# 清水義範
清水 義範（しみず よしのり、1947年10月28日 -）は、日本の小説家。
パスティーシュ(文体模倣)の手法を用いた『蕎麦ときしめん』(1986年)、『永遠のジャック&ベティ』(1988年)など、諧謔を駆使した作品で異彩を放つ。ほかに『博士の異常な発明』(2002年)、『首輪物語』(2005年)など。

## 来歴・人物
1947年、愛知県愛知郡天白村（現名古屋市天白区）生まれ。2歳のときに、名古屋市西区笠取町に移住した。名古屋市立庄内小学校、名古屋市立名塚中学校、愛知県立名古屋西高等学校、および愛知教育大学教育学部国語学科卒業。
中学時代からSFファンで、同人作家として自身でSF同人誌を発行。半村良の面識を得て、大学卒業後、半村の勧めで上京し師事。1977年からソノラマ文庫を活動の場とし、『宇宙史シリーズ』などSFを中心に多数の少年作品を発表した。
その後、短編集『蕎麦ときしめん』では司馬遼太郎の文体で猿蟹合戦を叙述したり（『猿蟹の賦』。猿蟹合戦ネタでは他に丸谷才一の文体を用いた『猿蟹合戦とは何か』も発表している）、『日本人とユダヤ人』やそれをめぐる状況のパロディとなっている表題作など様々なパスティーシュの手法が用いられている。以降この手法を用いた短編を書き続け、その数は数百編に達する。この他にもユーモア色の濃い推理小説のシリーズを複数手がけたり、自伝的な青春小説シリーズを執筆している。推理小説シリーズの1つである「躁鬱探偵コンビの事件簿シリーズ」のうち、「H殺人事件」および「Y殺人事件」は、TBS系列で「Hは謎のイニシアル 女子短大生の愛のゆくえ －H殺人事件－」、「Y殺人事件　湯けむりスキーと女子大生!?」のタイトルでそれぞれ2時間ドラマ化されている。
加藤清正と北政所が名古屋弁で会話するショートショート『決断』を書いて以来、名古屋弁など名古屋を前面に押し出した「名古屋もの」と呼ばれる作品を多数著し、大須演芸場で「名古屋弁を全国に広める会」の功労賞を受賞。名古屋名誉市民になった。この路線の集大成が、豊臣氏が存続して名古屋幕府を開き、名古屋弁が標準語化した日本の近代史を描くパラレルワールドSF『金鯱の夢』である。最近では「お勉強シリーズ」をはじめとした西原理恵子とのコンビ作品がある。
日本語にまつわる著作が多いことから、NHKの用語委員を務める。
丸谷才一からは、「注目すべきパロディスト」「パロディを書くことと小説を作ることが両立して、両者は互いに相手を引き立てる、これは賞賛に値する才能」という評価を受けている。ただし、自身の作である『忠臣蔵とは何か』のパロディである『猿蟹合戦とは何か』については、素直に評価できない事を告白している。
現在、小説公募情報誌「月刊公募ガイド」の連載企画「小説の虎の穴」で選考委員を務めている。

## 略歴
- 1969年、自身の同人誌『スーパー・ノバ』に書いた「冒険狂時代」が『宇宙塵』に掲載、それが更に商業誌『推理界』に掲載される。
- 1977年、「エスパー少年抹殺作戦」（朝日ソノラマ）で単行本デビュー。
- 1981年 『昭和御前試合』により、一般向けデビューということになっている。
- 1988年 『国語入試問題必勝法』により第9回吉川英治文学新人賞を受賞。
- 『金鯱の夢』、『虚構市立不条理中学校』、『柏木誠治の生活』で直木賞候補になるがすべて落選[9]。
- 2009年 中日文化賞（「名古屋文化の神髄紹介とユーモアあふれる作風」）受賞[10]。

## 作品リスト

### シリーズ長編
- エスパー少年シリーズ

エスパー少年抹殺作戦 1977 （ソノラマ文庫）
エスパー少年時空作戦 1978.2 (ソノラマ文庫)
- 伝説シリーズ

禁断星域の伝説 1979.1 (ソノラマ文庫 のちハルキ文庫)
黄金惑星の伝説 1979.6 (ソノラマ文庫 のちハルキ文庫)
不死人類の伝説 1979.10 (ソノラマ文庫 のちハルキ文庫)
絶滅星群の伝説 1980.4 (ソノラマ文庫) のちハルキ文庫)
楽園宇宙の伝説 1980.11 (ソノラマ文庫) のちハルキ文庫)
- 剣闘士シリーズ

魔界の剣闘士 1981.11 (フタバノベルス のち文庫)
惑星の剣闘士 1982.7 (フタバノベルス のち文庫)
- エスパー・コネクションシリーズ

神界の異端者 1981.5 (ソノラマ文庫)
天空の魔道師 1981.12 (ソノラマ文庫)
異形の渡来神 1982.8 (ソノラマ文庫)
暗黒の破壊王 1982.12 (ソノラマ文庫)
- ハンター&ウィッチシリーズ

妖魔よ翔べ 1983.5 (ソノラマ文庫)
妖魔を撃て 1983.7 (ソノラマ文庫)
- 魔獣学園シリーズ

魔獣学園 1984.2 (ソノラマ文庫)
魔獣学園2 1984.5 (ソノラマ文庫)
- 幻想探偵社シリーズ

怪事件が多すぎる 1984.9 (ソノラマ文庫)
ABO殺人事件 1984.12 (ソノラマ文庫)
不透明人間の挑戦 1987.1 (ソノラマ文庫）
アリバイ崩しに御用心 1986.初夏（獅子王）
不透明人間の挑戦 1985.初秋（獅子王）
世にも不思議な他殺死体 1986.初冬（獅子王）
エイリアン右往左往 1986.初夏（獅子王）
新・幻想探偵社 1992.6（朝日ソノラマ）
UWO現る！ 1990.10（獅子王）
涙なくしては語れない事件 1991.1（獅子王）
怪人千面鬼 1991.1、1991.9（獅子王）
"冬の恋" 1991.4（獅子王）
- ランドルフィ物語シリーズ

聖金剛石の秘密 1985.2 (ソノラマ文庫)
隻眼の魔術師 1985.4 (ソノラマ文庫)
冥海の神獣島 1985.9 (ソノラマ文庫)
大迷宮の邪王 1986.3 (ソノラマ文庫)
異境の聖戦士 1986.7 (ソノラマ文庫)
復讐の双生児 1987.9 (ソノラマ文庫)
魔窟の飛兵団 1988.7 (ソノラマ文庫)
- 高野山伝説シリーズ

黄金の空隙 高野山秘宝伝説 1985.8 （シャピオ）
.高野山黄金伝説 1988.5 （双葉文庫）
- 躁鬱探偵コンビの事件簿シリーズ

H殺人事件 1985.9 (光文社文庫)
CM殺人事件 1986.9 (光文社文庫)
DC殺人事件戦 1987.7 （光文社文庫）
M殺人事件 1987.12 （光文社文庫）
Y殺人事件 1989.1 （光文社文庫）
W殺人事件 1990.9 （光文社文庫）
- 霊界魔変録シリーズ

霊峰黄金道 1987.10 (ソノラマ文庫)
羽黒冥府道 1988.5 (ソノラマ文庫)
恐山無明道 1989.8 （ソノラマ文庫
死闘輪廻道 1990.3 （ソノラマ文庫）
- やっとかめ探偵団シリーズ

やっとかめ探偵団 1988.5 （光文社文庫)
やっとかめ探偵団危うし 1989.12 (光文社文庫)
やっとかめ探偵団と殺人魔 1996.3 （光文社文庫)
やっとかめ探偵団とゴミ袋の死体 2000.10 （祥伝社文庫）
やっとかめ探偵団と鬼の栖 2002.8 （実業之日本社 のち光文社文庫）

### 短編集
- 『昭和御前試合』CBS・ソニー出版 1981 のち光文社文庫
- 『グローイング・ダウン』光風社出版 1986
- 『蕎麦ときしめん』講談社、1986 のち文庫
- 『国語入試問題必勝法』講談社、1987 のち文庫
- 『永遠のジャック&ベティ』講談社 1988 のち文庫
- 『深夜の弁明』実業之日本社 1988 のち講談社文庫、徳間文庫
- 『アキレスと亀』広済堂出版、1989 のち角川文庫、広済堂文庫
- 『青春小説』講談社 1989 のち文庫、中公文庫
- 『イエスタデイ』徳間書店 1989 のち文庫、講談社文庫
- 『ビビンパ』講談社、1990 のち文庫
- 『動物ワンダーランドーヒト特集』実業之日本社 1990 のち文春文庫
- 『秘湯中の秘湯 「ことば」の前衛喜劇全11編!』大陸書房 1990 のち新潮文庫
- 『河馬の夢』祥伝社、1990 のち新潮文庫
- 『ムイミダス』毎日新聞社、1991 のち文春文庫
- 『お金物語』朝日新聞社、1991 のち講談社文庫
- 『単位物語』朝日新聞社、1991 のち講談社文庫
- 『黄昏のカーニバル』徳間書店、1991 のち文庫、講談社文庫
- 『主な登場人物』実業之日本社、1991 のち角川文庫
- 『ジャンケン入門』天山出版 1991 のち角川文庫
- 『清水義範本人の愛好本 自選傑作集』講談社 1991
- 『人生うろうろ』中央公論社、1992 のち文庫、講談社文庫
- 『世界文学全集』集英社、1992 「普及版世界文学全集」文庫
- 『ダムとカンナとシンシロシテン』文芸春秋 1992 「酒とバラの日々」文庫
- 『世界衣裳盛衰史』角川書店 1992 のち文庫
- 『日本文学全集』実業之日本社 1992 「普及版日本文学全集」集英社文庫
- 『発言者たち』文藝春秋、1993 のち文庫
- 『私は作中の人物である』講談社、1993 のち文庫、中公文庫
- 『シナプスの入江』福武書店、1993 のち文庫
- 『バラバラの名前』広済堂出版 1993 のち文庫、新潮文庫
- 『陽のあたらない坂道』新潮社 1993 のち文庫
- 『遥か幻のモンデルカ』集英社 1993 「大探検記 遥か幻のモンデルカ」文庫
- 『黄昏の悪夢 自選恐怖小説集』1993 角川ホラー文庫
- 『似ッ非イ教室』講談社、1994 のち文庫
- 『バスが来ない』徳間書店、1994 のち文庫
- 『戦時下動物活用法』実業之日本社 1994 のち新潮文庫
- 『バールのようなもの』文藝春秋、1995 のち文庫
- 『体に悪いことしてますか』祥伝社 1995 「ピンポン接待術」文庫
- 『日本ジジババ列伝』中央公論社 1995 のち文庫、講談社文庫
- 『騙し絵 日本国憲法』集英社、1996 のち文庫
- 『ターゲット』実業之日本社 1996 のち新潮文庫
- 『茶色い部屋の謎』光文社文庫、1997
- 『12皿の特別料理』角川書店 1997 のち文庫
- 『ザ・対決』講談社、1998 のち文庫
- 『本番いきま～す』実業之日本社 1998 「間違いだらけのビール選び」講談社文庫)
- 『親亀こけたら』徳間書店 1998 のち文庫
- 『その後のシンデレラ』祥伝社 1998 のち文庫
- 『永遠のタージ』1999 (角川文庫)
- 『大剣豪』2000 (講談社文庫)
- 『日本語の乱れ』集英社 2000 のち文庫
- 『ゴミの定理』実業之日本社 2001 のち講談社文庫
- 『世にも珍妙な物語集』講談社 2001 のち文庫
- 『博士の異常な発明』集英社 2002 のち文庫
- 『ザ・勝負』講談社 2002 のち文庫
- 『笑う霊長類』文藝春秋 2003
- 『Money』徳間書店 2004 のち文庫
- 『首輪物語』集英社 2005 のち文庫
- 『読み違え源氏物語』文藝春秋 2007
- 『新アラビアンナイト』2007 集英社文庫
- 『清水義範パスティーシュ100』全6冊 ちくま文庫、2008-2009
- 『会津春秋』集英社文庫、2012

### 長編
- 『緑の侵略者』1978 (ソノラマ文庫)
- 『パステル学園大乱戦』1987（光風社出版 のち角川文庫）
- 『超・怪盗入門』フタバノベルス 1987 のち文庫、角川文庫
- 『金鯱の夢』集英社 1989 のち文庫
- 『学問ノススメ 奮闘編 挫折編 自立編』光文社カッパノベルス、1989-1990 のち文庫
- 『超・誘拐入門』フタバノベルス、1989 のち文庫、角川文庫
- 『ことばの国』集英社、1990 のち文庫
- 『虚構市立不条理中学校』正続 徳間書店、1990-1991 のち文庫、講談社文庫
- 『江勢物語』1991 角川文庫
- 『柏木誠治の生活』岩波書店、1991 のち新潮文庫
- 『ナウの水びたし』文芸春秋 1991 のち文庫
- 『スシとニンジャ』講談社、1992 のち文庫
- 『神々の午睡』講談社 1992 のち文庫
- 『青山物語1971』光文社 1992 のち文庫
- 『ニッポン見聞録』角川書店 1993
- 『青山物語1974 スニーカーと文庫本』光文社 1994 のち文庫
- 『袖すりあうも他生の縁』角川書店 1994 のち文庫
- 『催眠術師』福武書店 1994 のち文庫
- 『春高楼の』講談社、1995 のち文庫
- 『家族の時代』読売新聞社 1995 のち角川文庫
- 『名前がいっぱい』新潮社 1996 のち文庫
- 『新築物語 または、泥江龍彦はいかにして借地に家を建て替えたか』角川書店 1996 のち文庫
- 『まちまちな街々 ニッポン見聞録』1996 角川文庫
- 『偽史日本伝』集英社 1997 のち文庫
- 『死神』ベネッセコーポレーション、1998 のち角川文庫
- 『上野介の忠臣蔵』文藝春秋 1999 のち文庫
- 『迷宮』集英社 1999 のち文庫
- 『みんな家族』文藝春秋、2000 のち文庫
- 『二重螺旋のミレニアム』マガジンハウス 2000 「遺伝子インフェルノ」幻冬舎文庫
- 『尾張春風伝』2000 (幻冬舎文庫)（徳川宗春を描く）
- 『八つの顔を持つ男』朝日新聞社 2000 光文社文庫
- 『銀河がこのようにあるために』早川書房 2000
- 『スタア』幻冬舎、2001 のち文庫
- 『源内万華鏡』2001 (講談社文庫)
- 『蛙男』2002 (幻冬舎文庫)
- 『幸福の軛』幻冬舎 2003 のち文庫
- 『青山物語1979 郷愁完結編』2004 (光文社文庫)
- 『バードケージ』日本放送出版協会 2004
- 『イマジン』集英社 2004 のち文庫
- 『漱石先生大いに悩む』小学館 2004
- 『福沢諭吉は謎だらけ。心訓小説』小学館、2006
- 『冬至祭』筑摩書房 2006
- 『疑史世界伝』集英社 2007 「シミズ式目からウロコの世界史物語」文庫
- 『ドン・キホーテの末裔』筑摩書房 2007 のち岩波現代文庫 2013
- 『幕末裏返史』集英社 2008 「ifの幕末」文庫
- 『いい奴じゃん』講談社 2008 のち文庫
- 『愛と日本語の惑乱』ベストセラーズ 2008 のち講談社文庫 2014
- 『川のある街 伊勢湾台風物語』中日新聞社、2009
- 『龍馬の船』2009 集英社文庫
- 『信長の女』2011 集英社文庫
- 『朦朧戦記』新潮社 2015

### エッセイ
- 『パスティーシュと透明人間』実業之日本社、1992 のち新潮文庫
- 『映画でボクが勉強したこと ほんとーに素敵だ』毎日新聞社 1993 のち幻冬舎文庫
- 『清水義範の作文教室』早川書房 1995 のち文庫
- 『日本語がもっと面白くなるパズルの本 難問、奇問、愚問を解』1997 光文社文庫
- 『青二才の頃 回想の'70年代』講談社 1999 のち文庫
- 『今どきの教育を考えるヒント』講談社 1999 のち文庫
- 『もうなつかしい平成の年表』講談社 2000
- 『日本語必笑講座』講談社 2000 のち文庫
- 『目からウロコの教育を考えるヒント』講談社 2001 のち文庫
- 『作文ダイキライ』2001 (学研M文庫)
- 『サイエンス言誤学』朝日新聞社 2001 のち文庫
- 『清水義範ができるまで』大和書房 2001 のち講談社文庫
- 『銅像めぐり旅 蘊蓄紀行』祥伝社 2002 のち文庫
- 『行儀よくしろ。』 2003 (ちくま新書)
- 『やっとかめ!大名古屋語辞典』学習研究社 2003
- 『清水義範のほめ言葉大事典』白泉社 2004
- 『大人のための文章教室』2004 (講談社現代新書)
- 『わが子に教える作文教室』2005 (講談社現代新書)
- 『「大人」がいない…』ちくま新書、2006
- 『スラスラ書ける!ビジネス文書』講談社現代新書、2006
- 『ああ知らなんだこんな世界史』毎日新聞社 2006 のち朝日文庫
- 『小説家になる方法 本気で考える人のための創作活動のススメ』ビジネス社 2007
- 『早わかり世界の文学―パスティーシュ読書術』ちくま新書、2008
- 『幸せになる力』ちくまプリマー新書、2008
- 『世界文学必勝法』筑摩書房 2008
- 『身もフタもない日本文学史』2009 PHP新書 「学校では教えてくれない日本文学史」文庫
- 『夫婦で行くイスラムの国々』2009 集英社文庫
- 『暴言で読む日本史』メディアファクトリー新書、2011
- 『夫婦で行くイタリア歴史の街々』2011 集英社文庫
- 『夫婦で行くバルカンの国々』集英社文庫、2013
- 『50代から上手に生きる人ムダに生きる人』三笠書房・知的生きかた文庫 2013
- 『50代から余裕が生まれる人なくなる人』三笠書房・知的生きかた文庫 2013
- 『考えすぎた人 お笑い哲学者列伝』新潮社、2013 文庫 2015
- 『心を操る文章術』新潮新書 2014
- 『ちょっと毒のあるほうが、人生うまくいく!』三笠書房 知的生きかた文庫 2015
- 『夫婦で行く旅の食日記 世界あちこち味巡り』集英社文庫 2015
- 『夫婦で行く意外とおいしいイギリス』集英社文庫 2016
- 『ウケる!大人の会話術』朝日新書 2017
- 『日本の異界 名古屋』ベスト新書 2017

### 西原理恵子 絵
- 『おもしろくても理科』講談社、1994 のち文庫
- 『もっとおもしろくても理科』講談社、1996 のち文庫
- 『どうころんでも社会科』講談社、1998 のち文庫
- 『もっとどうころんでも社会科』講談社、1999 のち文庫
- 『いやでも楽しめる算数』講談社、2001 のち文庫
- 『はじめてわかる国語』講談社、2002 のち文庫
- 『飛びすぎる教室 先生の雑談風に』講談社 2003 のち文庫
- 『独断流「読書」必勝法』講談社、2007 のち文庫
- 『雑学のすすめ』講談社、2007 のち文庫
- 『清水義範のイッキによめる!学校よりおもしろい社会』講談社 2010
- 『清水義範のイッキによめる!日本史人物伝 古代編 (ヤマトタケル・卑弥呼・聖徳太子・中大兄皇子・大海人皇子)』講談社 2012
- 『清水義範のイッキによめる!日本史人物伝. 平安時代&武士の誕生編 (桓武天皇・空海・平将門 平清盛・源義経・北条時宗 後醍醐天皇・足利尊氏)』講談社 2013
- 『清水義範のイッキによめる!日本史人物伝. 戦国時代～幕末激動編 (織田信長・徳川家康・徳川吉宗 井伊直弼・吉田松陰・勝海舟 坂本龍馬・西郷隆盛)』講談社 2014

### 共編著
- 『笑説大名古屋語事典』学習研究社、1994（編著）のち角川文庫
- 『電脳兄弟のパソコン放浪記』清水幸範共著 朝日新聞社 1994.5 「パソコン・マスターへの道」光文社文庫
- 『日本の名随筆 別巻 66 方言』 作品社 1996
- 『一日の終わりに50の名作一編』 2008 成美文庫